# 広州市 (中華民国)
広州市（こうしゅうし、繁: 廣州市）は、中華民国が設置していた市である。華南地区の政治・経済・文化の中心地であった。

## 歴史

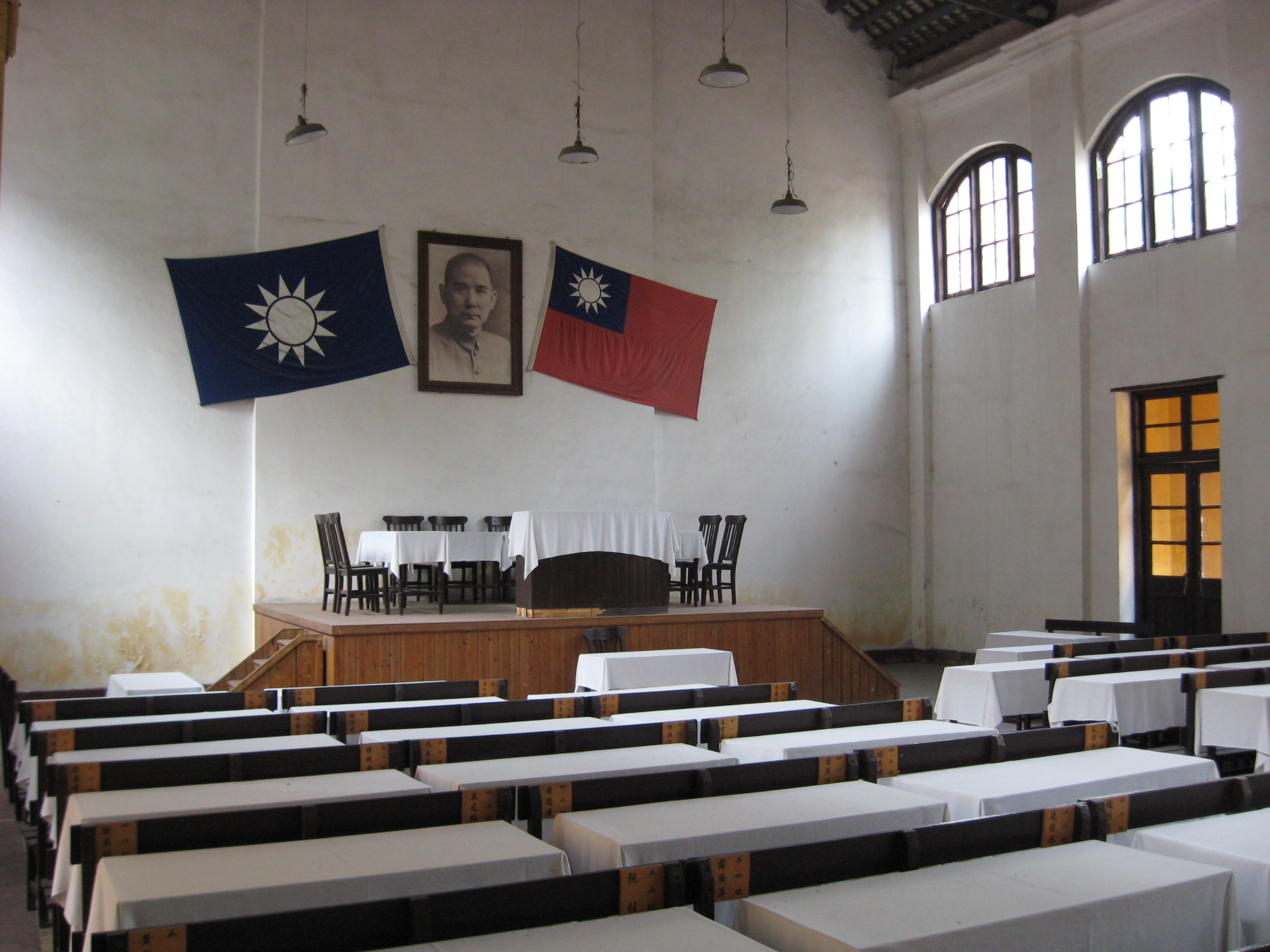
中国国民党第一次全国代表大会旧址

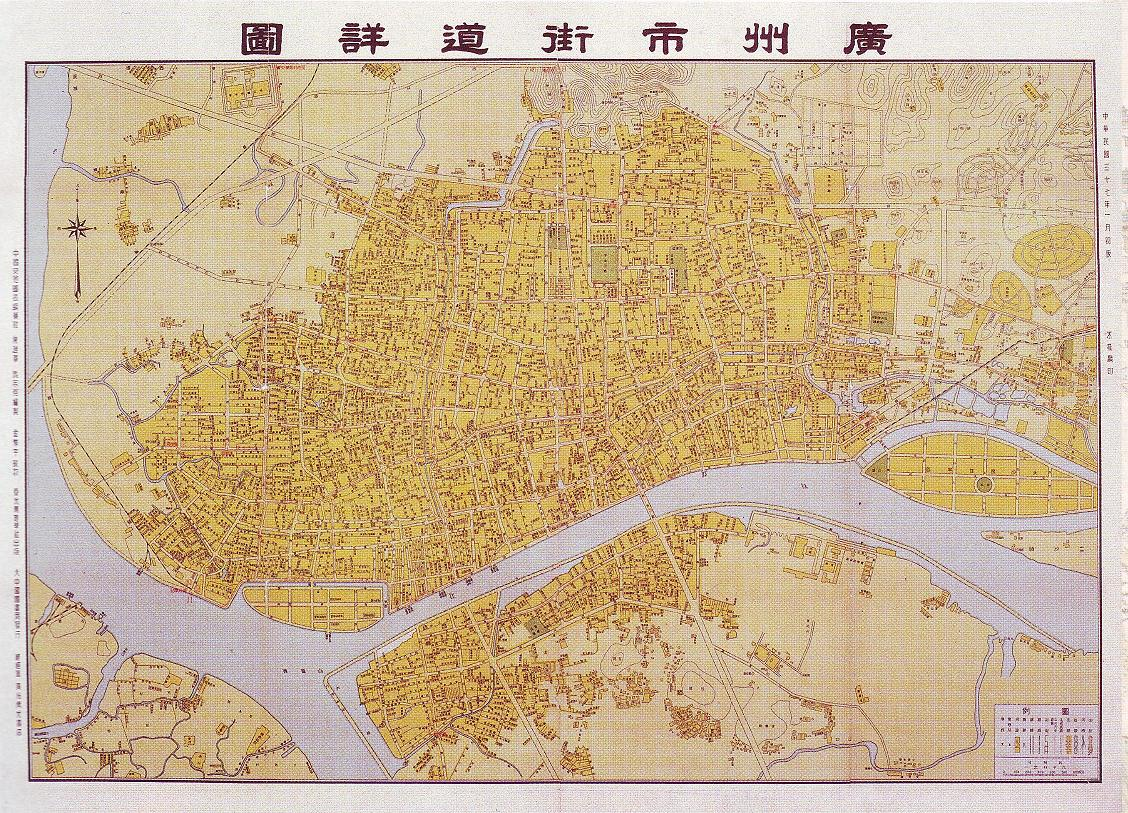
1948年の広州市街の地図

広州は中国革命発祥の地である。19世紀末、中国における近代教育の創始者である何子淵、丘逢甲らが広州での新式学堂の設立を積極的に推進して多くの革新的なエリートたちを育んだことにより、広州は革命運動の重要な拠点となった。1910年（宣統2年）には倪映典率いる1,000人余りの新軍による反乱（庚戌新軍結義）、1911年（宣統3年）には中国同盟会の黄興による黄花崗起義が広州で相次いで発生し、どちらも失敗に終わった。
1911年10月の武昌起義の後、11月に胡漢民を都督とする広東軍政府が独立を宣言した。1912年（民国元年）に中華民国が成立すると、広州一帯を管轄区域としていた広州府は廃止された。
1917年（民国6年）6月13日、張勲の要求で大総統の黎元洪が国会の解散を命令した。約100名の元国会議員が8月に広州で国会非常会議を開き、広州で中華民国軍政府が成立した。孫文が大元帥に就任して護法運動を展開した。同年、広州市政公所が設置された。1918年（民国7年）10月、市政公所は市街の城壁を全て取り壊し、跡地を道路とすることを発表した。同年、広西派との対立の結果、孫文は大元帥職を辞して広州を離れた。
中華民国軍政府は広州に独立した行政区画を設置することを計画し、関連する法令の制定についての議論を行った。1921年（民国10年）、広東省議会は「広州市暫行条例」を可決した。条例は同年2月15日に施行されて広州市政庁が設置され、広州市が正式に成立した。孫文の長男の孫科が初代市長に就任した。また、広州市は中国で初めて設置された市である。同年4月、国会非常会議は広州での中華民国政府の樹立を宣言し、孫文が大総統に就任した。
中国国民党は1924年（民国13年）に広州で第一次全国代表大会を開催した。同年、孫文は番禺県黄埔（現：広州市黄埔区）に中華民国陸軍軍官学校（黄埔軍官学校）を設立した。
広州と香港で、1925年（民国14年）6月から16ヵ月に及ぶ大規模な反英ストライキ（省港大罷工）が発生し、広州ではイギリス軍がデモ隊に対して発砲して多くの死傷者を出した沙基事件も発生した。同年、広州で中華民国国民政府（広州国民政府）が正式に成立し、汪兆銘が主席に就任した。同時期、当時第一次国共合作中だった中国共産党の毛沢東、彭湃らは広州で農民運動講習所を設立し、党幹部の養成を行った。
1926年（民国15年）7月9日、東較場（現：広東省人民体育場）で蔣介石の国民革命軍総司令への就任式が行われ、式典にて蔣介石は北伐の実行を宣言した。
1927年（民国16年）4月12日に上海クーデターが発生すると、国民革命軍の李済深は広州に戒厳令を敷き、2,000人以上の共産党員を逮捕・処刑した。同年12月11日には共産党による広州蜂起（広州暴動）が発生して広州コミューン（広州ソビエト政府）が樹立されたが、2日後の12月13日に鎮圧された。
1929年（民国18年）から1936年（民国25年）までの8年間、広東省は国民革命軍の陳済棠の支配下にあった。この期間に広州の経済、文化、交通は目覚ましい発展を遂げ、海珠橋、中山紀念堂、中山大学五山新校舍、愛群大酒店などの著名な建築物もこの期間に建造された。1931年（民国20年）5月、陳済棠を始めとする汪兆銘、孫科ら反蔣介石派の人々が結集して広州国民政府を樹立し、蔣介石率いる南京国民政府と対立した。しかし同年9月18日に満洲事変が発生したため、蔣介石が国民政府主席職を辞すことを条件として両政府は再び統一され、広州国民政府は西南政務委員会に改組された。1936年（民国25年）、陳済棠は抗日を唱えて両広事変を起こしたが、失敗して香港に逃亡した。同年、漢口と広州を結ぶ粤漢線（現：京広線）が全線開業した。
1930年（民国19年）1月、広州市は普通市から特別市に昇格した。同年に新たに公布された「市組織法」によって全国の市は「院轄市」と「省轄市」に再編された。この法律で省都は省轄市である必要があると規定されたため、広東省の省都であった広州市は同年6月20日に院轄市から省轄市に降格した。
日中戦争が勃発すると、日本軍は1938年（民国27年）10月12日に広東省への侵攻を開始し、10月21日に広州に入城した。その後市の人口は120万人以上から30万人へと急速に減少し、その大部分が香港に逃れた。後に香港も日本の占領下に入り、1942年（民国31年）に食糧難が発生したため、46万人以上が広州へと戻った。広州を含む広東省の日本軍占領地域には、1940年（民国29年）の汪兆銘政権成立に伴い、汪兆銘政権の行政区画としての広東省が設置された。
1945年（民国34年）9月、国民革命軍が広州に入城し、8年に及ぶ日本軍の占領から解放された。1947年（民国36年）3月29日、第六次全国代表大会で広州市を院轄市に昇格させることが決議され、同年7月1日に広州市は再び院轄市となった。第二次国共内戦末期の1949年（民国38年）4月、中国人民解放軍が南京に接近しつつあったため、中華民国政府は政府機関を南京から広州に移転させ、広州は同年10月13日に重慶に移転するまでの間、中華民国の首都となった。10月14日、人民解放軍は広州への侵攻を開始し、同日中に広州を占領した。10月28日に広州市人民政府が設置され、広州市は中華人民共和国の直轄市となった。